# Síntesis de sonido
La síntesis de sonido consiste en obtener sonidos a partir de medios no acústicos; variaciones de voltaje en el caso de la síntesis analógica, o por medio de programas de computadora en el caso de la síntesis digital que hace referencia a la analógica.
Existen diferentes métodos de síntesis, entre ellos: 
- Síntesis aditiva.  Consiste en la superposición o mezcla de ondas simples para construir ondas complejas, de manera similar a como funciona un órgano de tubos. La síntesis aditiva es una técnica de síntesis de sonido para crear timbres. Los timbres están formados por cantidades variables de armónicos o parciales que cambian a lo largo del tiempo con respecto a un tono o frecuencia fundamental. Los parciales son las ondas que complementan a la onda fundamental para crear un timbre, si las frecuencias de los parciales son múltiplos enteros de la frecuencia fundamental son denominados parciales armónicos, y si son múltiplos reales son denominados no armónicos.

En la síntesis aditiva es muy importante la utilización de diferentes envolventes que se encargan del manejo de la amplitud sobre cada parcial y es lo que estructura el comportamiento del sonido en el tiempo.
Para realizar el proceso se hace necesario disponer de un banco de osciladores para que generaren las diferentes ondas que complementan la onda fundamental, cada una con amplitudes y frecuencias diferentes además de su propia envolvente de volumen, creándose un sonido dinámico y realista.
La teoría de señales de audio dice que por medio de la transformada de Fourier, cualquier forma de onda periódica puede ser representada como la suma de varios sinuosidales relacionados, cada uno con su amplitud (energía) y fase particular. Por lo tanto, en teoría al sumar varios sinuosidales se podría crear cualquier tipo de señal de audio desde lo simple a lo complejo. Por ejemplo, lo más simple sería la suma de los armónicos de un sonido a su frecuencia fundamental.
En general la síntesis de sonido aditiva es utilizada para reconstruir una señal de audio al sintetizar cada parcial como es dado por la FFT -frecuencia y envolvente de amplitud
- Síntesis substractiva. Se sintetiza el sonido, mediante la filtración de una onda compleja. La señal pasa a través de un filtro que modifica su contenido armónico, atenuando o reforzando determinadas áreas del espectro de la señal.Su señal usualmente es rica en armónicos y filtra para remover contenido armónico de ella. Es un método de síntesis donde una señal es generada por un oscilador y después filtrada. A la señal emitida por el oscilador se le aplica un filtro para eliminar (substraer) cierta gama de frecuencias y lograr así sonidos diferentes.Anteriormente se lograba gracias a los circuitos electrónicos de los sintetizadores analógicos.

Usualmente las señales son matemáticamente simples como: cuadrada, pulso, diente de sierra, triangular y senoidal. La señal puede estar compuesta de un solo ciclo o más. 
La síntesis sustractiva puede encontrarse en realizaciones analógicas o digitales.
El filtro comúnmente utilizado es el LPF con frecuencia de resonancia. 
El cambio paulatino de la frecuencia de corte de este filtro produce la característica de “filter sweep”, que es asociada fuertemente con la síntesis sustractiva.
Los tres tipos de filtros más conocidos y utilizados son:
•	Paso bajo (Low Pass): Permite el paso de frecuencias bajas y atenúa las frecuencias altas.
•	Paso alto (High Pass): Permite el paso de frecuencias altas y atenúa las frecuencias bajas.
•	Paso banda (Band Pass): Permite pasar solo un rango determinado de frecuencias.
La síntesis substractiva es popular en los sintetizadores analógicos y muchos de estos sintetizadores implementan esta técnica.
En la actualidad es igualmente utilizada como una más de las posibilidades de sintetizadores digitales, capaces de generar formas de onda complejas mediante algoritmos o a partir de muestras de sonidos reales almacenadas en su memoria.
- Síntesis por modulación. Comprende los métodos en los que se altera algún parámetro de una onda en razón de otra onda, para producir ondas con espectros complejos. En esta categoría podemos notar dos métodos bastante usuales: Síntesis por modulación de amplitud (AM), que consiste en alterar la amplitud de una señal portadora en función de la onda moduladora y síntesis por modulación de frecuencias (FM), que consiste básicamente en variar la frecuencia de una onda portadora en función de la forma de otra onda moduladora.

- Síntesis FM. La síntesis de FM utiliza un oscilador modulador y un oscilador portador de onda sinusoidal. El oscilador modulador modula la frecuencia de la onda generada por el portador dentro del intervalo de audio, lo que produce nuevos armónicos. Estos armónicos reciben el nombre de bandas laterales.

En general, los sintetizadores de FM no incorporan filtro. Puedes generar ciertos sonidos al estilo de un sintetizador sustractivo con la síntesis de FM, pero es difícil recrear el sonido de un filtro de resonancia de sintetizador sustractivo utilizando este método. No obstante, la síntesis de FM resulta extremadamente útil para la creación de sonidos difíciles de conseguir con sintetizadores sustractivos, como el timbre de las campanas, tonos metálicos y las sonoridades finas de los pianos eléctricos. Otro punto fuerte de la síntesis de FM son los sonidos de bajos potentes y metales sintéticos.
La diferencia entre FM y AM (Modulación de amplitud) es que en vez de simplemente sumar o restar bandas laterales (sidebands), la modulación de Frecuencias de dos ondas sinusoidales genera una serie de bandas laterales alrededor de una frecuencia portadora (P). Cada banda lateral aparece a una distancia igual al múltiplo de la frecuencia moduladora (M).
Las bandas laterales pueden tener una amplitud positiva o negativa, dependiendo del valor de m. Cuando la amplitud es positiva, se dice que el componente está en fase. En el caso contrario, se dice que el componente está fuera de fase, y se representa gráficamente con las amplitudes hacia abajo.
- Síntesis por modelado físico. La síntesis se hace a partir de la simulación en una computadora de un objeto físico y sus características , es decir, se simula una fuente física de sonido, usualmente un instrumento musical.

- Síntesis granular. La síntesis granular es una técnica que parte de una visión atomista del sonido, en la que los elementos mínimos son pequeños fragmentos de sonido llamados 'granos'. La Síntesis de sonido basada en granos o Síntesis granular es una técnica de producción de sonidos que se basa en una concepción del sonido en términos de partículas o cuantos, pequeñas explosiones de energía encapsuladas en una envolvente y agrupadas en conjuntos mayores, cuya organización será determinada por dos métodos principales de distribución temporal: Sincrónico y asincrónico.

El método sincrónico es aquel en que los granos son disparados a frecuencias más o menos regulares para producir sonidos con un periodo de altura particular. Por su parte, el método asincrónico genera aleatoriamente las distancias entre los granos para producir una nube sonora (Dodge & Jerse, 262).
La unidad mínima de la síntesis granular es el cuanto sonoro o grano. Estos son fragmentos de sonido muy cortos, cuya longitud oscila entre 5 y 100 milisegundos para evitar que un grano individual pueda producir una respuesta perceptiva de altura en el oyente.
La envolvente de los granos es determinada por una ventana analítica, que puede adoptar varias formas, como curvas gaussianas, ventanas rectangulares, envolventes de tres puntos, etcétera. Las diferencias en la forma de la ventana definen la cantidad de información espectral en el grano.
El generador básico de granos puede representarse como un oscilador que tiene conectado a su control de amplitud un oscilador cuya frecuencia es de 1/duración que funciona como generador de envolventes.
La complejidad del sonido granular depende de la cantidad de datos de control que se le dan al generador de granos. La cantidad total de datos es igual a la densidad promedio de granos por segundo multiplicada por el número de parámetros. Al ser el número de datos un número bastante grande, se requieren organizaciones de alto nivel, que definan la manera en la que se comportarán los parámetros que generarán los granos.
- Síntesis modular. Consiste en crear sonido a partir de la combinación de dispositivos llamados módulos, estos módulos tendrán funciones específicas: Módulo LFO, Módulo Oscilador, Módulo de envolvente, Módulo de filtro, Módulo de randomizador, etc. Cada módulo se conecta con otros a través de cables patch. El primer sintetizador creado por Robert Moog fue un sintetizador modular (Sintetizador moog).

- Síntesis mediante tabla de onda. Es una técnica de síntesis digital que consiste en usar pequeñas muestras de audio de ondas que permiten ser desde formas de onda simples hasta formas de onda muy complejas, además de poder modular entre ellas pasando de una a otra(s) mediante técnicas de interpolación consiguiendo sonidos muy complejos usando menos recursos digitales.

Estos métodos no son los únicos para hacer síntesis de sonido, son sólo ejemplos de tipos de síntesis frecuentemente utilizados.